# トーマス・ラドストローム
トーマス・ラドストローム（典: Thomas Rådström、1966年1月22日 - ）は、スウェーデンのラリードライバーである。

## 主な経歴
80年代ごろにラリーデビュー。1995年の母国スウェーデンでは安定した走りを見せ3位につけた。しかし所属していたトヨタの失格によりシート失い、翌年から1997年までプライベーターとして参戦、1998年にトヨタ・カローラWRCに乗車して、6戦出場した。
1999年には、フォードに移籍し、スウェーデンでは4年ぶりに表彰台に上がるなどの好成績を収めた。
その後は、自身のスポット参戦が殆どであり、2001年、三菱に所属していた彼は、スウェーデンで初優勝が期待されたが、プジョーのハリ・ロバンペラに差をつけられ逃してしまった。2002年、シトロエンでサファリに出場した時は3位につけたりもした。2006年、スバルでスウェーデンに出場したのを最後にWRCから身を引いた。
2003年から2007年まで、ヒュンダイ・アクセントで、ヨーロッパラリークロス選手権 (ERC) にも出場した。

## ドライビングスタイル
スウェーデン出身のドライバーであるが、ユハ・カンクネン同様に、ペースノートは母国語のスウェーデン語ではなく英語なので、デニス・ジロウデやフレッド・ギャラハーなどのコ・ドライバーとの仕事も支障をきたすことはなかった。